# Rallye Monte Carlo 1985

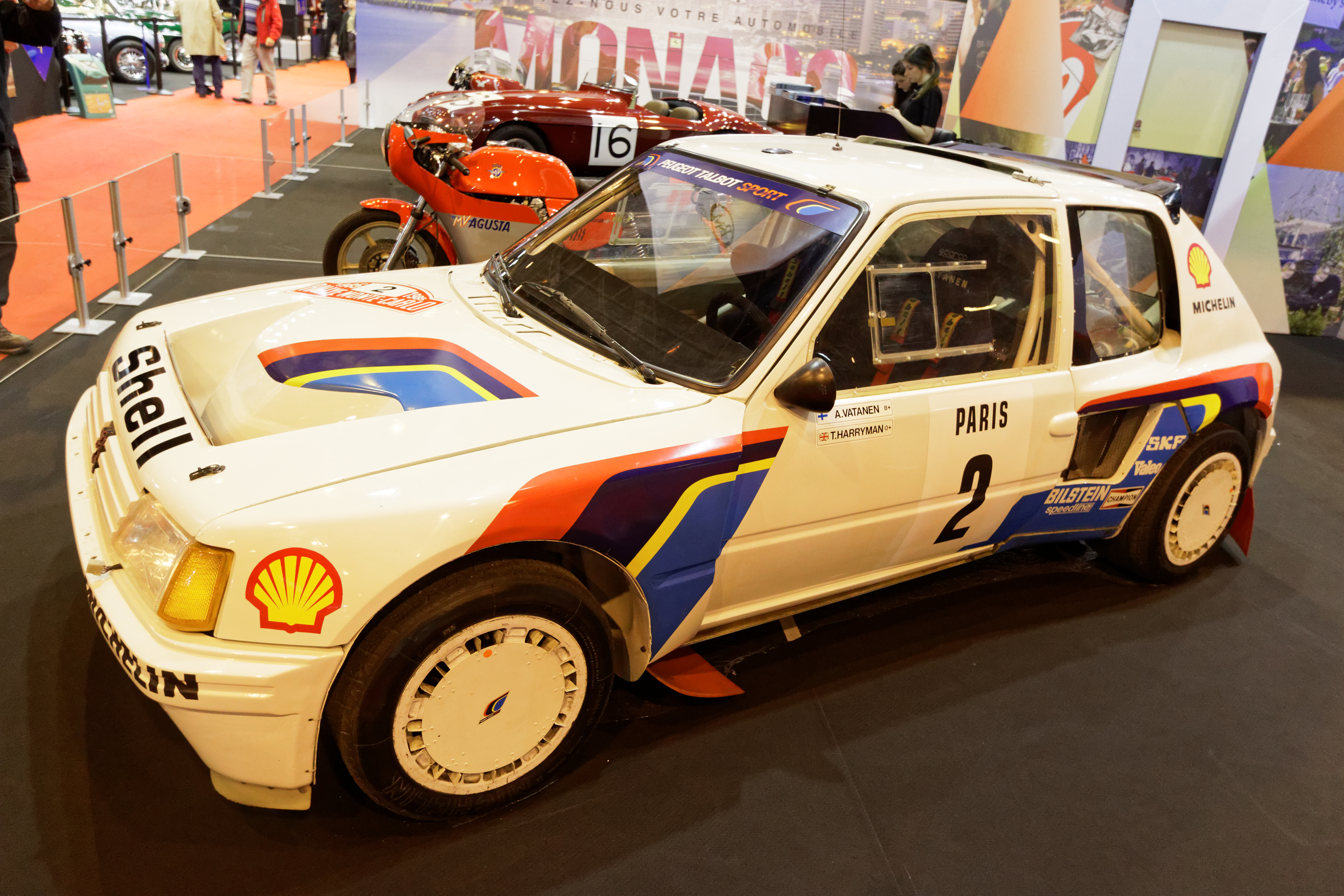
Das Siegerauto der Rallye Monte Carlo 1985, der Peugeot 205 Turbo 16.

Die 53. Rallye Monte Carlo war der 1. Lauf zur Rallye-Weltmeisterschaft 1984. Sie fand vom 26. Januar bis zum 1. Februar in der Region von Monaco statt. Von den 34 geplanten Wertungsprüfungen wurde eine (17) abgesagt.

## Klassifikationen

### Endergebnis
| Rang | Fahrer              | Co-Pilot                | Auto                     | Zeit (Std./Min./Sek.) | Rückstand Sieger (Min./Sek.) Rückstand V (Min./Sek.) |
| ---- | ------------------- | ----------------------- | ------------------------ | --------------------- | ---------------------------------------------------- |
| 1    | Ari Vatanen         | Terry Harryman          | Peugeot 205 Turbo 16     | 10:20:49              | 00:00                                                |
| 2    | Walter Röhrl        | Christian Geistdörfer   | Audi quattro Sport       | 10:26:06              | 05:17                                                |
| 3    | Timo Salonen        | Seppo Harjanne          | Peugeot 205 Turbo 16     | 10:30:54              | 10:05 04:48                                          |
| 4    | Stig Blomqvist      | Björn Cederberg         | Audi quattro Sport       | 10:40:11              | 19:22 09:17                                          |
| 5    | Bruno Saby          | Jean-François Fauchille | Peugeot 205 Turbo 16     | 10:40:45              | 19:56 00:34                                          |
| 6    | Henri Toivonen      | Juha Piironen           | Lancia Rally 037         | 10:43:26              | 22:37 02:41                                          |
| 7    | Dany Snobeck        | Jean-Pierre Bechu       | Renault 5 Turbo          | 11:09:05              | 48:16 25:39                                          |
| 8    | Jean-Claude Andruet | Annick Peuvergne        | Citroën Visa 1000 Pistes | 11:13:12              | 52:23 04:07                                          |
| 9    | Miki Biasion        | Tiziano Siviero         | Lancia Rally 037         | 11:13:51              | 53:02 00:39                                          |
| 10   | Maurice Chomat      | Didier Breton           | Citroën Visa 1000 Pistes | 11:20:00              | 59:11 06:09                                          |

Insgesamt wurden 67 von 110 gemeldeten Fahrzeuge klassiert:

### Fahrer-Weltmeisterschaft
| Pos. | Fahrer         | Punkte |
| ---- | -------------- | ------ |
| 1    | Ari Vatanen    | 20     |
| 2    | Walter Röhrl   | 15     |
| 3    | Timo Salonen   | 12     |
| 4    | Stig Blomqvist | 10     |
| 5    | Bruno Saby     | 8      |

### Herstellerwertung
| Pos. | Team    | Punkte |
| ---- | ------- | ------ |
| 1    | Peugeot | 18     |
| 2    | Audi    | 16     |
| 3    | Lancia  | 8      |
| 4    | Renault | 6      |
| 5    | Citroën | 4      |